# Communauté d’agglomération du Val de Fensch
Die Communauté d’agglomération du Val de Fensch ist ein französischer Gemeindeverband mit der Rechtsform einer Communauté d’agglomération im Département Moselle in der Region Grand Est. Sie wurde am 9. Dezember 1999 gegründet und umfasst zehn Gemeinden. Der Verwaltungssitz befindet sich im Ort Hayange.

## Mitgliedsgemeinden
| Gemeinde                                    | Einwohner 1. Januar 2022 | Fläche km² | Dichte Einw./km² | Code INSEE | Postleitzahl |
| ------------------------------------------- | ------------------------ | ---------- | ---------------- | ---------- | ------------ |
| Algrange                                    | 5.928                    | 6,96       | 852              | 57012      | 57440        |
| Fameck                                      | 14.759                   | 12,45      | 1.185            | 57206      | 57290        |
| Florange                                    | 11.891                   | 13,15      | 904              | 57221      | 57190        |
| Hayange                                     | 16.013                   | 12,21      | 1.311            | 57306      | 57700        |
| Knutange                                    | 3.206                    | 2,43       | 1.319            | 57368      | 57240        |
| Neufchef                                    | 2.636                    | 16,74      | 157              | 57498      | 57700        |
| Nilvange                                    | 4.375                    | 2,81       | 1.557            | 57508      | 57240        |
| Ranguevaux                                  | 901                      | 10,17      | 89               | 57562      | 57700        |
| Serémange-Erzange                           | 4.188                    | 3,75       | 1.117            | 57647      | 57290        |
| Uckange                                     | 7.001                    | 5,56       | 1.259            | 57683      | 57270        |
| Communauté d’agglomération du Val de Fensch | 70.898                   | 86,23      | 822              | –          | –            |